# Kuba i olympiska sommarspelen 2004
Kuba i olympiska sommarspelen 2004 bestod av idrottare som blivit uttagna av Kubas olympiska kommitté.

## Baseboll
I gruppspelet mötte alla lag varandra och de fyra bästa lagen (Japan, Kuba, Kanada och Australien) gick vidare. 
| Nation        | Segrar | Förluster | Tiebreaker |
| ------------- | ------ | --------- | ---------- |
| Japan         | 6      | 1         | 1-0        |
| Kuba          | 6      | 1         | 0-1        |
| Kanada        | 5      | 2         |            |
| Australien    | 4      | 3         |            |
| Kina-Taipei   | 3      | 4         |            |
| Nederländerna | 2      | 5         |            |
| Grekland      | 1      | 6         | 1-0        |
| Italien       | 1      | 6         | 0-1        |

Slutspel
|  | Semifinaler | Semifinaler |   |  | Final      | Final |  |
|  |             |             |   |  |            |       |  |
|  | 24 augusti  |             |   |  |            |       |  |
|  | Australien  | 3           |   |  |            |       |  |
|  | Japan       | 0           |   |  |            |       |  |
|  |             |             |   |  |            |       |  |
|  |             |             |   |  | 25 augusti |       |  |
|  |             |             |   |  | Australien | 2     |  |
|  |             | Kuba        | 6 |  |            |       |  |
|  |             |             |   |  |            |       |  |
|  |             |             |   |  |            |       |  |
|  |             |             |   |  |            |       |  |
|  | 24 augusti  |             |   |  |            |       |  |
|  | USA         | 3           |   |  |            |       |  |
|  | Sydkorea    | 2           |   |  |            |       |  |

## Boxning
| Idrottare            | Gren            | Sextondelsfinaler        | Åttondelsfinaler          | Kvartsfinaler           | Semifinaler            | Final                           | Final            |
| Idrottare            | Gren            | Motståndare Resultat     | Motståndare Resultat      | Motståndare Resultat    | Motståndare Resultat   | Motståndare Resultat            | Placering        |
| -------------------- | --------------- | ------------------------ | ------------------------- | ----------------------- | ---------------------- | ------------------------------- | ---------------- |
| Yan Bartelemí        | Lätt flugvikt   | Miranda (VEN) W RSC      | Pannon (THA) W 23-14      | Hong (KOR) W 30-11      | Zou (CHN) W 29-17      | Final Yalçınkaya (TUR) W 21-16  | 1                |
| Yuriorkis Gamboa     | Flugvikt        | Samoilenco (MDA) W 46-33 | Jongjohor (THA) W 26-21   | Balakshin (RUS) W 26-18 | Rahimov (GER) W 20-11  | Final Thomas (FRA) W 38-23      | 1                |
| Guillermo Rigondeaux | Bantamvikt      | Liu (CHN) W 21-7         | Lassi (PAK) W RSC         | Kovalev (RUS) W 20-5    | Sultonov (UZB) W 27-13 | Final Petchkoom (THA) W 22-13   | 1                |
| Luis Franco          | Fjädervikt      | Talasbayev (KGZ) W 32-15 | Oliveira (BRA) W 30-15    | Tajbert (GER) L 26-34   | Gick inte vidare       | Gick inte vidare                | Gick inte vidare |
| Mario Kindelán       | Lättvikt        | Sadiq (NGR) W RSC        | Shah (PAK) W 24-9         | Huseynov (AZE) W 23-11  | Khrachev (RUS) W 20-10 | Final Khan (GBR) W 30-22        | 1                |
| Yudel Johnson        | Lätt weltervikt | BYE                      | Mwale (ZAM) W RSC         | Mahmudov (UZB) W 32-28  | Georgiev (BUL) W 13-9  | Final Boonjumnong (THA) L 11-17 | 2                |
| Lorenzo Aragón       | Weltervikt      | Kotakos (GRE) W RSC      | Martirosyan (USA) W 16-14 | Khairov (AZE) W 32-28   | Kim (KOR) W 38-10      | Final Artajev (KAZ) L 26-36     | 2                |
| Yordanis Despaigne   | Mellanvikt      | Pascal (CAN) W 36-24     | Balzsay (HUN) W 38-25     | Dirrell (USA) L 11-12   | Gick inte vidare       | Gick inte vidare                | Gick inte vidare |
| Yoan Pablo Hernández | Lätt tungvikt   | BYE                      | Makarenko (RUS) L 18-30   | Gick inte vidare        | Gick inte vidare       | Gick inte vidare                | Gick inte vidare |
| Odlanier Solís       | Tungvikt        | i.u.                     | Alexeev (RUS) W 24-21     | Vasquez (VEN) W 24-4    | Al Shami (SYR) W RSC   | Final Zuyev (BLR) W 22-13       | 1                |
| Michel López Núñez   | Supertungvikt   | i.u.                     | Saidov (UZB) W 18-13      | Estrada (USA) W 21-7    | Aly (EGY) L 16-18      | Gick inte vidare                | =                |

## Brottning
Herrarnas fristil
| Idrottare        | Gren   | Första omgången                                     | Avancemang | Kvartsfinaler        | Semifinaler            | Final                                |                  |
| Idrottare        | Gren   | Motståndare Resultat                                | Avancemang | Motståndare Resultat | Motståndare Resultat   | Motståndare Resultat                 |                  |
| ---------------- | ------ | --------------------------------------------------- | ---------- | -------------------- | ---------------------- | ------------------------------------ | ---------------- |
| René Montero     | 55 kg  | Pool 1 Tulbea (MDA) W 5-0 Abas (USA) L 3-4          | 2          | Gick inte vidare     | Gick inte vidare       | Gick inte vidare                     | Gick inte vidare |
| Yandro Quintana  | 60 kg  | Pool 3 Djorev (BUL) W 3-0 Kumar (IND) W 3-0         | 1 Q        | Pogosian (GEO) W 5-0 | Fedoryshyn (UKR) W 3-1 | Final Mostafa-Jokar (IRI) W 4-0      | 1                |
| Serguei Rondón   | 66 kg  | Pool 4 Tedeyev (UKR) L 2-8 Tushishvili (GEO) W 10-0 | 2          | Gick inte vidare     | Gick inte vidare       | Gick inte vidare                     | Gick inte vidare |
| Iván Fundora     | 74 kg  | Pool 1 Maan (IND) W 6-0 Obata (JPN) W 8-0           | 1 Q        | Igali (CAN) W 3-1    | Laliyev (KAZ) L 4-5    | Bronsmatch Brzozowski (POL) W 3-1    | 3                |
| Yoel Romero      | 84 kg  | Pool 4 Cobb (GUM) W 10-0 Bichinashvili (GER) W 3-0  | 1 Q        | Loizidis (GRE) W 3-1 | Sanderson (USA) L 2-3  | Bronsmatch Sazhidov (RUS) L 3-5      | 4                |
| Alexis Rodríguez | 120 kg | Pool 3 Batzelas (GUM) W 10-0 Priadun (UKR) W 8-0    | 1 Q        | Polatçı (TUR) L 3-1  | Gick inte vidare       | Femte plats Kuramagomedov (RUS) W PA | 5                |

Grekisk-romersk
| Idrottare       | Gren   | Första omgången                                                 | Avancemang | Kvartsfinaler              | Semifinaler          | Final                              |                  |
| Idrottare       | Gren   | Motståndare Resultat                                            | Avancemang | Motståndare Resultat       | Motståndare Resultat | Motståndare Resultat               |                  |
| --------------- | ------ | --------------------------------------------------------------- | ---------- | -------------------------- | -------------------- | ---------------------------------- | ---------------- |
| Lázaro Rivas    | 55 kg  | Pool 2 Benchenaf (ALG) W 11-0 Rangraz (IRI) W 6-4               | 1 Q        | Majoros (HUN) L 1-6        | Gick inte vidare     | Femte plats Chochua (GEO) W 11-0   | 5                |
| Roberto Monzón  | 60 kg  | Pool 7 Ashkani (IRI) W 4-1 Gikas (GRE) W 7-0 Tüfenk (TUR) W 5-0 | 1 Q        | BYE                        | Shevtsov (RUS) W 6-3 | Final Jung (KOR) L 0-3             | 2                |
| Juan Marén      | 66 kg  | Pool 3 Mansurov (AZE) L 0-3 Wolny (POL) W 3-0                   | 2          | Gick inte vidare           | Gick inte vidare     | Gick inte vidare                   | Gick inte vidare |
| Filiberto Azcuy | 74 kg  | Pool 1 Choi (KOR) W 6-2 Truszkowski (POL) W 6-0                 | 1 Q        | Yli-Hannuksela (FIN) L 1-3 | Gick inte vidare     | Femte plats Khalimov (KAZ) L PA    | 6                |
| Ernesto Peña    | 96 kg  | Pool 6 Lowney (USA) W 3-1 Virág (HUN) W 5-1                     | 1 Q        | Özal (TUR) L 1-4           | Gick inte vidare     | Femte plats Chkhaidze (KGZ) W 4-0  | 5                |
| Mijaín López    | 120 kg | Pool 4 Evseitchik (ISR) W 5-0 Gül (TUR) W 4-0                   | 1 Q        | Baroyev (RUS) L 0-2        | Gick inte vidare     | Femte plats Szczepaniak (FRA) W PA | 5                |

## Bågskytte
Damer
| Idrottare       | Gren         | Rankningsomgång | Rankningsomgång | 32-delsfinaler           | Sextondelsfinaler    | Åttondelsfinaler     | Kvartsfinaler        | Semifinaler          | Final                | Final            |
| Idrottare       | Gren         | Poäng           | Seed            | Motståndare Resultat     | Motståndare Resultat | Motståndare Resultat | Motståndare Resultat | Motståndare Resultat | Motståndare Resultat | Placering        |
| --------------- | ------------ | --------------- | --------------- | ------------------------ | -------------------- | -------------------- | -------------------- | -------------------- | -------------------- | ---------------- |
| Maydenia Sarduy | Individuellt | 595             | 58              | Mospinek (POL) L 145-162 | Gick inte vidare     | Gick inte vidare     | Gick inte vidare     | Gick inte vidare     | Gick inte vidare     | Gick inte vidare |

## Cykling

### Bana
Tempolopp
| Cyklist     | Gren                | Kval     | Kval      | Matchomgång | Matchomgång | Final    | Final     |
| Cyklist     | Gren                | Resultat | Placering | Resultat    | Placering   | Resultat | Placering |
| ----------- | ------------------- | -------- | --------- | ----------- | ----------- | -------- | --------- |
| Ahmed López | Herrarnas tempolopp | i.u.     | i.u.      | i.u.        | i.u.        | 1:02.739 | 9         |

Sprint
| Reinier Cartaya Julio César Herrera Ahmed López | Herrarnas lagsprint | 45.458 | 10 | Gick inte vidare | Gick inte vidare | Gick inte vidare | Gick inte vidare |

Poänglopp
| Yoanka González | Damernas poänglopp | i.u. | i.u. | i.u. | i.u. | 5 Points | 10 |

## Friidrott
Herrar
Bana, maraton och gång
| Idrottare        | Gren           | Heat     | Heat      | Kvartsfinal | Kvartsfinal | Semifinal        | Semifinal        | Final            | Final            |
| Idrottare        | Gren           | Resultat | Placering | Resultat    | Placering   | Resultat         | Placering        | Resultat         | Placering        |
| ---------------- | -------------- | -------- | --------- | ----------- | ----------- | ---------------- | ---------------- | ---------------- | ---------------- |
| Yeimer López     | 400 meter      | 45.44    | 2 Q       | i.u.        | i.u.        | 45.52            | 4                | Gick inte vidare | Gick inte vidare |
| Anier García     | 110 meter häck | 13.24    | 1 Q       | 13.28       | 2 Q         | 13.30            | 3 Q              | 13.20            | 3                |
| Yoel Hernández   | 110 meter häck | 13.41    | 2 Q       | 13.29       | 2 Q         | 13.37            | 6                | Gick inte vidare | Gick inte vidare |
| Yuniel Hernández | 110 meter häck | 13.48    | 4 Q       | 13.46       | 4 Q         | DNS              | x                | Gick inte vidare | Gick inte vidare |
| Yacnier Luis     | 400 meter häck | DSQ      | x         | i.u.        | i.u.        | Gick inte vidare | Gick inte vidare | Gick inte vidare | Gick inte vidare |
| Aguelmis Rojas   | Maraton        | i.u.     | i.u.      | i.u.        | i.u.        | i.u.             | i.u.             | 2:21:59          | 47               |

Fältgrenar och tiokamp
| Idrottare            | Gren           | Kval     | Kval      | Final            | Final            |
| Idrottare            | Gren           | Resultat | Placering | Resultat         | Placering        |
| -------------------- | -------------- | -------- | --------- | ---------------- | ---------------- |
| Lisvany Pérez        | Höjdhopp       | 2.28     | =4 Q      | 2.25             | 11               |
| Iván Pedroso         | Längdhopp      | 8.05     | 11 q      | 8.23             | 7                |
| Yoandri Betanzos     | Tresteg        | 17.53    | 2 Q       | 17.47            | 4                |
| Arnie David Giralt   | Tresteg        | 16.70    | 17        | Gick inte vidare | Gick inte vidare |
| Yoelbi Quesada       | Tresteg        | 17.01    | 9 Q       | 16.96            | 8                |
| Frank Casañas        | Diskuskastning | 60.60    | 17        | Gick inte vidare | Gick inte vidare |
| Lois Maikel Martínez | Diskuskastning | 57.18    | 29        | Gick inte vidare | Gick inte vidare |
| Isbel Luaces         | Spjutkastning  | 80.07    | 13        | Gick inte vidare | Gick inte vidare |

Damer
Bana, maraton och gång
| Idrottare                                           | Gren           | Heat     | Heat      | Kvartsfinal | Kvartsfinal | Semifinal        | Semifinal        | Final            | Final            |
| Idrottare                                           | Gren           | Resultat | Placering | Resultat    | Placering   | Resultat         | Placering        | Resultat         | Placering        |
| --------------------------------------------------- | -------------- | -------- | --------- | ----------- | ----------- | ---------------- | ---------------- | ---------------- | ---------------- |
| Zulia Calatayud                                     | 800 meter      | 2:03.99  | 3 Q       | i.u.        | i.u.        | 1:59.21          | 4 q              | 2:00.95          | 8                |
| Anay Tejeda                                         | 100 meter häck | 13.24    | 5         | i.u.        | i.u.        | Gick inte vidare | Gick inte vidare | Gick inte vidare | Gick inte vidare |
| Daimí Pernía                                        | 400 meter häck | 55.91    | 5         | i.u.        | i.u.        | Gick inte vidare | Gick inte vidare | Gick inte vidare | Gick inte vidare |
| Mariela González                                    | Maraton        | i.u.     | i.u.      | i.u.        | i.u.        | i.u.             | i.u.             | 3:02:20          | 59               |
| Miladis Lazo Ana Lopez Roxana Díaz Virgen Benavides | 4 x 100 meter  | 43.60    | 6         | i.u.        | i.u.        | i.u.             | i.u.             | Gick inte vidare | Gick inte vidare |

Fältgrenar och sjukamp
| Idrottare          | Gren           | Kval     | Kval      | Final            | Final            |
| Idrottare          | Gren           | Resultat | Placering | Resultat         | Placering        |
| ------------------ | -------------- | -------- | --------- | ---------------- | ---------------- |
| Yudelkis Fernández | Längdhopp      | 6.36     | 30        | Gick inte vidare | Gick inte vidare |
| Yusmay Bicet       | Tresteg        | 14.53    | 14 Q      | 14.57            | 9                |
| Yumileidi Cumbá    | Kulstötning    | 19.10    | 2 Q       | 19.59            | 1                |
| Misleydis González | Kulstötning    | 18.33    | 10 q      | 18.59            | 7                |
| Yania Ferrales     | Diskuskastning | 61.54    | 10 q      | NM               | x                |
| Yunaika Crawford   | Släggkastning  | 71.74    | 2 Q       | 73.16            | 3                |
| Yipsi Moreno       | Släggkastning  | 70.56    | 7 Q       | 73.36            | 2                |
| Aldenay Vasallo    | Släggkastning  | 62.64    | 37        | Gick inte vidare | Gick inte vidare |
| Noraida Bicet      | Spjutkastning  | 60.97    | 12 q      | 62.51            | 7                |
| Sonia Bisset       | Spjutkastning  | 61.45    | 8 Q       | 63.54            | 5                |
| Osleidys Menéndez  | Spjutkastning  | 64.91    | 1 Q       | 71.53 OR         | 1                |

## Fäktning
Herrar
| Andrés Carillo | Värja | BYE                 | Obry (FRA) W 15-10    | Boisse (FRA) L 11-15 | Gick inte vidare | Gick inte vidare | Gick inte vidare | Gick inte vidare |
| Cándido Maya   | Sabel | Kembe (CGO) W 15-13 | Sharikov (RUS) L 9-15 | Gick inte vidare     | Gick inte vidare | Gick inte vidare | Gick inte vidare | Gick inte vidare |

Damer
| Eimey Gómez | Värja | Dunnette (CAN) W 11-9 | Flessel-Colovic (FRA) L 9-15 | Gick inte vidare      | Gick inte vidare | Gick inte vidare | Gick inte vidare | Gick inte vidare |
| Ana Faez    | Sabel | i.u.                  | Lee (KOR) W 15-13            | Jacobson (USA) L 4-15 | Gick inte vidare | Gick inte vidare | Gick inte vidare | Gick inte vidare |

## Gymnastik

### Artistisk
Herrar
Mångkamp, ind.
| Idrottare          | Kval    | Kval    | Kval    | Kval    | Kval    | Kval    | Kval   | Kval      | Final            | Final            | Final            | Final            | Final            | Final            | Final            | Final            |
| Idrottare          | Redskap | Redskap | Redskap | Redskap | Redskap | Redskap | Totalt | Placering | Redskap          | Redskap          | Redskap          | Redskap          | Redskap          | Redskap          | Totalt           | Placering        |
| Idrottare          | F       | PH      | R       | V       | PB      | HB      | Totalt | Placering | F                | PH               | R                | V                | PB               | HB               | Totalt           | Placering        |
| ------------------ | ------- | ------- | ------- | ------- | ------- | ------- | ------ | --------- | ---------------- | ---------------- | ---------------- | ---------------- | ---------------- | ---------------- | ---------------- | ---------------- |
| Abel Driggs Santos | 8.875   | 9.600   | 9.550   | 9.012   | 9.425   | 8.812   | 55.274 | 28        | Gick inte vidare | Gick inte vidare | Gick inte vidare | Gick inte vidare | Gick inte vidare | Gick inte vidare | Gick inte vidare | Gick inte vidare |
| Eric López Ríos    | 9.062   | 9.500   | 9.637   | 9.400   | 9.687   | 9.112   | 56.398 | 18 Q      | 9.137            | 8.600            | 9.500            | 9.700            | 9.675            | 8.837            | 55.449           | 20               |

Damer
Mångkamp, ind.
| Idrottare               | Kval    | Kval    | Kval    | Kval    | Kval   | Kval      | Final   | Final   | Final   | Final   | Final  | Final     |
| Idrottare               | Redskap | Redskap | Redskap | Redskap | Totalt | Placering | Redskap | Redskap | Redskap | Redskap | Totalt | Placering |
| Idrottare               | V       | UB      | BB      | F       | Totalt | Placering | V       | UB      | BB      | F       | Totalt | Placering |
| ----------------------- | ------- | ------- | ------- | ------- | ------ | --------- | ------- | ------- | ------- | ------- | ------ | --------- |
| Leyanet González Calero | 9.337   | 8.787   | 8.775   | 9.325   | 36.224 | 30 Q      | 9.325   | 8.725   | 8.012   | 9.237   | 35.299 | 22        |

## Judo
Herrar
| Idrottare          | Gren                     | Sextondelsfinal            | Åttondelsfinal           | Kvartsfinal            | Semifinal               | Återkval                                                              | Final                                    | Final            |
| Idrottare          | Gren                     | Motståndare Resultat       | Motståndare Resultat     | Motståndare Resultat   | Motståndare Resultat    | Motståndare Resultat                                                  | Motståndare Resultat                     | Placering        |
| ------------------ | ------------------------ | -------------------------- | ------------------------ | ---------------------- | ----------------------- | --------------------------------------------------------------------- | ---------------------------------------- | ---------------- |
| Yordanis Arencibia | Halv lättvikt (-66 kg)   | Ortiz (VEN) W 0101-0010    | Young (AUS) W 1001-0001  | Pina (POR) W 1001-0001 | Krnáč (SVK) L 0002-1010 | i.u.                                                                  | Bronsmatch Margoshvili (GEO) W 0200-0000 | =                |
| Rubert Martínez    | Lättvikt (-73 kg)        | Razvozov (ISR) L 0000-1000 | Gick inte vidare         | Gick inte vidare       | Gick inte vidare        | Gick inte vidare                                                      | Gick inte vidare                         | Gick inte vidare |
| Gabriel Arteaga    | Halv mellanvikt (-81 kg) | Nyamkhüü (MGL) W 0130-0001 | Kwon (KOR) L 0001-0010   | Gick inte vidare       | Gick inte vidare        | Gick inte vidare                                                      | Gick inte vidare                         | Gick inte vidare |
| Yosvany Despaigne  | Mellanvikt (-90 kg)      | Taov (RUS) L 0001-0011     | Gick inte vidare         | Gick inte vidare       | Gick inte vidare        | Gick inte vidare                                                      | Gick inte vidare                         | Gick inte vidare |
| Oreidis Despaigne  | Halv tungvikt (-100 kg)  | Bubon (UKR) W 0100-0010    | Jurack (GER) L 0000-1001 | Gick inte vidare       | Gick inte vidare        | Omgång 1 Illadis (GRE) W 1000-0010 Omgång 2 Lemaire (FRA) L 0000-0221 | Gick inte vidare                         | Gick inte vidare |

Damer
| Idrottare          | Gren                     | Sextondelsfinal           | Åttondelsfinal             | Kvartsfinal              | Semifinal                  | Återkval                                                                            | Final                                  | Final            |
| Idrottare          | Gren                     | Motståndare Resultat      | Motståndare Resultat       | Motståndare Resultat     | Motståndare Resultat       | Motståndare Resultat                                                                | Motståndare Resultat                   | Placering        |
| ------------------ | ------------------------ | ------------------------- | -------------------------- | ------------------------ | -------------------------- | ----------------------------------------------------------------------------------- | -------------------------------------- | ---------------- |
| Yamila Zambrano    | Extra lättvikt (-48 kg)  | BYE                       | Haddad (ALG) L 0000-1110   | Gick inte vidare         | Gick inte vidare           | Gick inte vidare                                                                    | Gick inte vidare                       | Gick inte vidare |
| Amarilis Savón     | Halv lättvikt (-52 kg)   | Askelof (SWE) W 1000-0000 | Eun (KOR) W 1010-0000      | Heylen (BEL) W 0101-0000 | Yokosawa (JPN) L 0010-1000 | i.u.                                                                                | Bronsmatch Souakri (ALG) W 1000-0000   | =                |
| Yurisleidy Lupetey | Lättvikt (-57 kg)        | BYE                       | Harel (FRA) W 1000-0000    | Göldi (SUI) W Retired    | Kye (PRK) L 0000-1000      | i.u.                                                                                | Bronsmatch Fernández (ESP) W 0010-0000 | =                |
| Driulis González   | Halv mellanvikt (-63 kg) | BYE                       | Žolnir (SLO) L 0001-0010   | Gick inte vidare         | Gick inte vidare           | Omgång 1 BYE Omgång 2 Vandecaveye (BEL) W 1000-0000 Omgång 3 Hong (PRK) W 1010-0000 | Bronsmatch Krukower (ARG) W Retired    | =                |
| Anaisis Hernandez  | Mellanvikt (-70 kg)      | Moreira (ANG) L 0000-1000 | Gick inte vidare           | Gick inte vidare         | Gick inte vidare           | Gick inte vidare                                                                    | Gick inte vidare                       | Gick inte vidare |
| Yurisel Laborde    | Halv tungvikt (-78 kg)   | BYE                       | Kuehnen (GER) W 0011-0001  | Liu (CHN) L 0000-1001    | Gick inte vidare           | Omgång 2 Moskalyuk (RUS) W 1001-0000 Omgång 3 Lee (KOR) W 0030-0022                 | Bronsmatch Lebrun (FRA) W 1001-0001    | =                |
| Daima Beltrán      | Tungvikt (+78 kg)        | Bryant (GBR) W 0030-0010  | Bvegadzi (CGO) W 1000-0000 | Blanco (VEN) W 1001-0000 | Sun (CHN) W 1000-0000      | i.u.                                                                                | Final Tsukada (JPN) L 0100-1000        | 2                |

## Kanotsport
Sprint
| Kanotist                     | Gren                 | Heat     | Heat      | Semifinal | Semifinal | Final           | Final           |
| Kanotist                     | Gren                 | Tid      | Placering | Tid       | Placering | Tid             | Placering       |
| ---------------------------- | -------------------- | -------- | --------- | --------- | --------- | --------------- | --------------- |
| Aldo Pruna Díaz              | Herrarnas C-1 500 m  | 1:50.426 | 3 QS      | 1:53.229  | 4         | Did not advance | Did not advance |
| Karel Aguilar Chacon         | Herrarnas C-1 1000 m | 3:54.250 | 3 QS      | 3:52.260  | 2 QF      | 3:54.957        | 8               |
| Ibrahim Rojas Ledis Balceiro | Herrarnas C-2 500 m  | 1:39.860 | 2 QF      | BYE       | BYE       | 1:40.350        | 2               |
| Ibrahim Rojas Ledis Balceiro | Herrarnas C-2 1000 m | 3:30.435 | 2 QF      | BYE       | BYE       | 3:50.346        | 8               |

## Rodd
Herrar
| Idrottare                             | Gren                    | Heat    | Heat      | Återkval | Återkval  | Semifinal | Semifinal | Final   | Final     | Final |
| Idrottare                             | Gren                    | Tid     | Placering | Tid      | Placering | Tid       | Placering | Tid     | Placering |       |
| ------------------------------------- | ----------------------- | ------- | --------- | -------- | --------- | --------- | --------- | ------- | --------- | ----- |
| Yuleidys Cascaret                     | Singelsculler           | 7:19,45 | 2 R       | 6:58,44  | 1 SA/B/C  | 6:58,35   | 4 FB      | 6:58,61 | 12        |       |
| Yoennis Hernandez Yosbel Martinez     | Dubbelsculler           | 7:20,95 | 5 R       | 6:16,38  | 2 SA/B    | 6:24,54   | 5 FB      | 6:15,37 | 9         |       |
| Armando Arrechavaleta Yosvel Iglesias | Lättvikts-dubbelsculler | 6:25,14 | 5 R       | 6:27,89  | 4 SC/D    | 6:28,09   | 2 FC      | 6:48,50 | 14        |       |

Damer
| Idrottare                    | Gren                    | Heat    | Heat      | Återkval | Återkval  | Semifinal | Semifinal | Final   | Final     | Final |
| Idrottare                    | Gren                    | Tid     | Placering | Tid      | Placering | Tid       | Placering | Tid     | Placering |       |
| ---------------------------- | ----------------------- | ------- | --------- | -------- | --------- | --------- | --------- | ------- | --------- | ----- |
| Ismaray Marrero Dailin Taset | Lättvikts-dubbelsculler | 7:18,35 | 5 R       | 7:14,01  | 4 FC      | BYE       | BYE       | 7:42,20 | 14        |       |

## Simhopp
Herrar
| Idrottare                       | Gren            | Kval   | Kval      | Semifinal        | Semifinal        | Final            | Final            |
| Idrottare                       | Gren            | Poäng  | Placering | Poäng            | Placering        | Poäng            | Placering        |
| ------------------------------- | --------------- | ------ | --------- | ---------------- | ---------------- | ---------------- | ---------------- |
| Jorge Betancourt                | 3 m             | 382,56 | 21        | Gick inte vidare | Gick inte vidare | Gick inte vidare | Gick inte vidare |
| Erick Fornaris                  | 3 m             | 380,07 | 22        | Gick inte vidare | Gick inte vidare | Gick inte vidare | Gick inte vidare |
| Erick Fornaris                  | 10 m            | 351,75 | 28        | Gick inte vidare | Gick inte vidare | Gick inte vidare | Gick inte vidare |
| José Guerra                     | 10 m            | 375,87 | 25        | Gick inte vidare | Gick inte vidare | Gick inte vidare | Gick inte vidare |
| Jorge Betancourt Erick Fornaris | 3 m parhoppning | i.u.   | i.u.      | i.u.             | i.u.             | 338,46           | 4                |

Damer
| Idrottare     | Gren             | Kval   | Kval             | Semifinal        | Semifinal        | Final            | Final            |
| Idrottare     | Gren             | Poäng  | Placering        | Poäng            | Placering        | Poäng            | Placering        |
| ------------- | ---------------- | ------ | ---------------- | ---------------- | ---------------- | ---------------- | ---------------- |
| Iohana Cruz   | 3 m              | 203,76 | 29               | Gick inte vidare | Gick inte vidare | Gick inte vidare | Gick inte vidare |
| Yaima Mena    | 10 m parhoppning | 238,44 | 30               | Gick inte vidare | Gick inte vidare | Gick inte vidare | Gick inte vidare |
| Yolanda Ortiz | 259,47           | 26     | Gick inte vidare | Gick inte vidare | Gick inte vidare | Gick inte vidare |                  |

## Taekwondo
| Idrottare       | Gren             | Åttondelsfinaler     | Kvartsfinaler            | Semifinaer           | Återkval             | Bronsmatch           | Final                | Final            |
| Idrottare       | Gren             | Motståndare Resultat | Motståndare Resultat     | Motståndare Resultat | Motståndare Resultat | Motståndare Resultat | Motståndare Resultat | Placering        |
| --------------- | ---------------- | -------------------- | ------------------------ | -------------------- | -------------------- | -------------------- | -------------------- | ---------------- |
| Ángel Matos     | Herrarnas −80 kg | Estrada (MEX) L 7–8  | Gick inte vidare         | Gick inte vidare     | Gick inte vidare     | Gick inte vidare     | Gick inte vidare     | Gick inte vidare |
| Yanelis Labrada | Damernas −49 kg  | Bye                  | Boorapolchai (THA) W 3–1 | Carías (GUA) W 8–3   | Bye                  | Bye                  | Chen S-H (TPE) L 4–5 | 2                |